# Činjenica
Činjenica je ono što se može neupitno i nepobitno ustanoviti. Prilikom utvrđivanja činjenice nužan je objektivan pristup, koji u znanosti mora biti potkrijepljen egzaktnim dokazom. 
U filozofiji, nužna je racionalna metoda, uz nepristrano preispitivanje, bez uplitanja vjerovanja. 
U utvrđivanju činjenica, ne smije se miješati osobni stav ili bilo koja predrasuda.

## Opći pojmovi
Među osnovne značajke znanosti spadaju objašnjavanje znanih i izvjesnih i predviđanje neizvjesnih i novih, do tada nepoznatih činjenica.
Znanstvene teorije koje se odnose na istu oblast stvarnosti uspoređuju se prema uspješnosti objašnjavanja i predviđanja činjenica u toj oblasti stvarnosti.
Izraz "činjenica” upotrebljava se dvojako:
- Da označi sintetički iskaz kojim se tvrdi neko stvarno stanje stvari (postojanje objekta, svojstva, odnosa, pojave, stanja i sl.)
- Da označi samo to stanje stvari

## Podjela
Činjenice se dijele na:
- Sirove (brutalne) činjenice, n.pr. „trava je zelena”.
- Institucionalne činjenice, n.pr. „Spaski je u dvoboju pobijedio Fishera.”  (važe samo uz uvjet postojanja nekih (ovdje: šahovskog natjecanja) institucija i pravila).
- Zdravorazumske činjenice, n.pr. izražene su iskazima prirodnog govornog jezika, a smisao takvih iskaza shvatljiv je svim osobama koje razumiju taj jezik i kontekst u kojem su izrečeni).
- Znanstvene činjenice, n.pr. izražene su iskazima odgovarajućeg znanstvenog jezika specificirane terminologije, a njihov smisao je shvatljiv u kontekstu odgovarajuće znanstvene teorije).